# Бутте, Жюльен
Жюльен Марк Бутте (фр. Julien Marc Boutter; род. 5 апреля 1974, Буле-Мозель) — французский теннисист. Победитель 5 турниров ATP (1 в одиночом разряде).

## Биография
Родился в семье бизнесмена Мишеля Буте и учительницы Мари Поль. В детстве и юности увлекался гандболом, фехтованием, дзюдо и лыжным спортом, теннисом занимался с 10 лет. Профессиональную теннисную карьеру начал после получения академической степени по прикладной механике в университете в Меце.
В 1996—1998 годах выступал преимущественно в турнирах низкого ранга — «сателлитах», «фьючерсах» и «челленджерах», однако в 1998 году пробился также в основную сетку Открытого чемпионата Франции и дошёл в ней до 2-го раунда, где уступил соотечественнику Седрику Пьолину. На следующий год в Гренобле завоевал свой первый титул в «челленджере» в одиночном разряде.
За 2000 год выиграл два турнира основного тура ATP, в одиночном разряде дошёл до полуфинала в турнире этого уровня в Ташкенте и завоевал ещё два титула в «челленджерах», окончив сезон в первой сотне рейтинга ATP в обоих разрядах. В начале 2001 года добрался до финала турнира ATP в Милане, не отдав соперникам по пути ни одного сета, но в матче за титул проиграл Роджеру Федереру. Ему же Бутте уступил позже в полуфинале в Базеле. В парном разряде, как и за год до этого, он завоевал два титула в турнирах основного тура, за сезон заработав более 420 тысяч долларов призовых.
В 2002 году Бутте в паре с Арно Клеманом дошёл до полуфинала Открытого чемпионата Австралии, победив 14-ю и 5-ю сеяные пары. За февраль он дважды проигрывал в финалах турнирв ATP в паре с Максимом Мирным и к августу достиг высшего в карьере 26-го места в парном рейтинге. В мае установил также личный рекорд в одиночном рейтинге, поднявшись до 46-й позиции после полуфинала в Касабланке и ряда четвертьфиналов (в том числе в турнире высшей категории в Гамбурге). 
На следующий год Бутте завоевал в Касабланке свой первый титул в турнирах ATP в одиночном разряде, а через неделю пробился в четвертьфинал турнира Мастерс в Монте-Карло, но в середине года 5 раз подряд проигрывал в первом раунде, а последние 4 месяца после Открытого чемпионата США пропустил из-за травмы плеча и последующей операции. 2004 год стал последним полным сезоном в его карьере.

## Позиция в рейтинге в конце сезона
| Год              | 1997 | 1998 | 1999 | 2000 | 2001 | 2002 | 2003 | 2004 |
| ---------------- | ---- | ---- | ---- | ---- | ---- | ---- | ---- | ---- |
| Одиночный разряд | 381  | 276  | 133  | 70   | 53   | 77   | 110  | 597  |
| Парный разряд    | 353  | 841  | 736  | 64   | 83   | 31   | 769  | 1211 |

## Финалы турниров за карьеру

### Одиночный разряд (1-1)
| Результат | №  | Дата           | Турнир              | Покрытие | Соперник в финале | Счёт в финале  |
| --------- | -- | -------------- | ------------------- | -------- | ----------------- | -------------- |
| Поражение | 1. | 4 февраля 2001 | Милан, Италия       | Ковёр(i) | Роджер Федерер    | 4-6, 7-67, 4-6 |
| Победа    | 1. | 13 апреля 2003 | Касабланка, Марокко | Грунт    | Юнес эль-Айнауи   | 6-2, 2-6, 6-1  |

### Парный разряд (4-2)
| Результат | №  | Дата             | Турнир              | Покрытие | Партнёр        | Соперники в финале              | Счёт в финале      |
| --------- | -- | ---------------- | ------------------- | -------- | -------------- | ------------------------------- | ------------------ |
| Победа    | 1. | 9 анваря 2000    | Ченнаи, Индия       | Хард     | Кристоф Рохус  | Саурав Панджа Сринат Прахлад    | 7-5, 6-1           |
| Победа    | 2. | 22 октября 2000  | Тулуза, Франция     | Хард(i)  | Фабрис Санторо | Дональд Джонсон Пит Норвал      | 7-68, 4-6, 7-65    |
| Победа    | 3. | 18 февраля 2001  | Марсель, Франция    | Хард(i)  | Фабрис Санторо | Джефф Таранго Майкл Хилл        | 7-67, 7-5          |
| Победа    | 4. | 16 сентября 2001 | Ташкент, Узбекистан | Хард     | Доминик Грбаты | Мариус Барнард Джим Томас       | 6-4, 3-6, [13-11]  |
| Поражение | 1. | 3 февраля 2002   | Милан, Италия       | Ковёр(i) | Максим Мирный  | Карстен Брааш Андрей Ольховский | 6-3, 6-75, [10-12] |
| Поражение | 2. | 17 февраля 2002  | Марсель             | Хард(i)  | Максим Мирный  | Арно Клеман Николя Эскюде       | 4-6, 3-6           |